# William Lowndes (1652-1724)
William Lowndes (1er novembre 1652 - 20 janvier 1724) est un homme politique britannique whig qui siège à la Chambre des communes de 1695 à 1724. Il est secrétaire du Trésor de la Grande-Bretagne sous le roi Guillaume III et la reine Anne.

## Jeunesse
Il est né à Winslow, dans le Buckinghamshire, fils de Robert Lowndes (1619-1683) et de sa deuxième épouse, Elizabeth FitzWilliam. Son père descend des Lowndes of Overton dans le Cheshire, mais son grand-père s'est installé dans le sud du Buckinghamshire. D'autres parents se sont installés en Caroline du Sud.
Il fait ses études à l'école gratuite de Buckingham. Il devient commis au Trésor britannique. Il acquiert le manoir Bury de Chesham en 1687.

## Carrière politique
Lors de l'élection générale de 1695, Lowndes est élu sans opposition en tant que député de Seaford dans le Sussex, un « membre » des Cinq-Ports. Il est réélu sans opposition pour Seaford pour chaque élection jusqu'en 1715. Il est président du Comité des voies et moyens, devenant connu dans toute la Grande-Bretagne sous le nom de « Ways and Means Lowndes ».

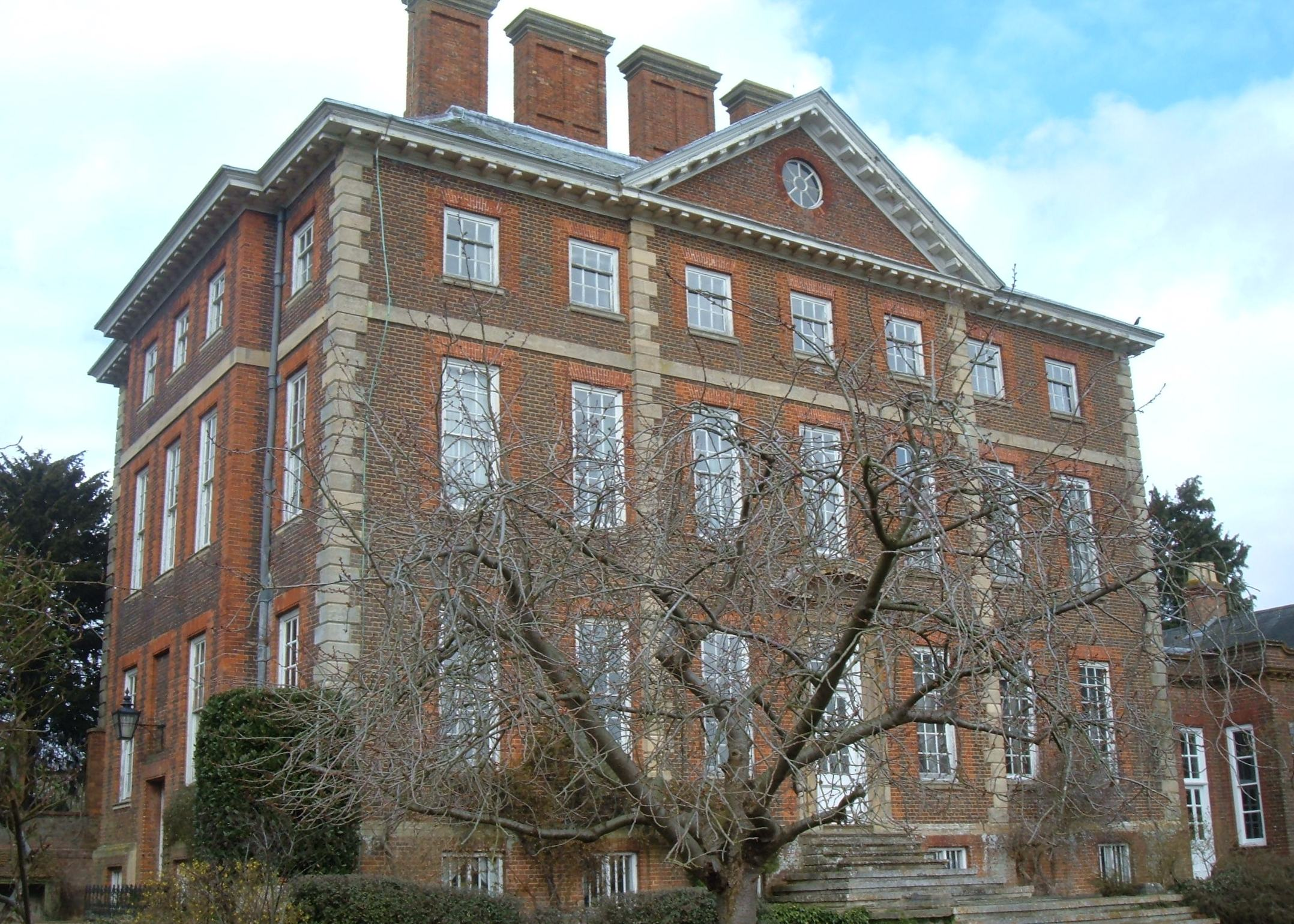
Winslow Hall

Il devient également secrétaire au Trésor en 1695. John Locke, qui révise son essai sur la modification des pièces d'argent au cours de la crise de 1695, répond à son rapport. Son point de vue sur la réforme de la monnaie prévaut. Il devient riche après avoir occupé un poste au Trésor. En 1700, il construit Winslow Hall à Winslow, dans le Buckinghamshire.
À peu près à la même période, il est peint à deux reprises par Sir Godfrey Kneller (1646-1723) et par le peintre contemporain Richard Philips (1681-1741), dont le portrait se trouve dans la collection de la Banque d'Angleterre.
Il est à l'origine du système financier et acquiert un pouvoir et une influence considérables au Parlement. En reconnaissance de ses services, la reine Anne lui confie la fonction de vérificateur à la source du revenu foncier à vie, avec une réversion de ses fils.
En 1712, il reconstruit le manoir de Chesham, The Bury, immédiatement au sud de l'église Sainte-Marie de Chesham. Le bâtiment existe toujours aujourd'hui et sert actuellement d'immeuble de bureaux.
Lors de l'élection générale de 1715, il est réélu sans opposition en tant que député de St Mawes en Cournouailles lors du premier parlement du roi George Ier, mais échoue pour Westminster en 1722. Peu de temps après, il est réélu lors d'une élection partielle le 27 octobre 1722 pour East Looe, également en Cornouailles, après que cette circonscription ait été libérée par Horace Walpole lorsqu'il décide de représenter Great Yarmouth.
En 1723, il achète la pleine propriété de la tenure des biens qu'il possédait à bail à St James's et Knightsbridge, dans les zones désormais connues sous le nom Lowndes Square et Lowndes Street.
On lui attribue l'expression « Prenez soin des pences, et les livres s'occuperont d'eux-mêmes ».

## Famille
Lowndes se marie quatre fois :
1. Elizabeth Harsnett, fille de sir Roger Harsnett (elle meurt en 1680)
2. Jane Hopper en 1683 (elle meurt en 1685)
3. Elizabeth Martyn, fille de Richard Martyn (elle meurt en 1689)
4. Rebecca Shales, fille de John Shales. Rebecca est une descendante de Henry Pole, 1er baron Montagu, fils aîné de Margaret Pole ; elle est la fille de George, duc de Clarence et nièce du roi Édouard IV.

Il a des enfants avec chacune de ses femmes, soit 25 enfants en tout. Sa descendance est également nombreuse: un de ses fils a 16 enfants, dont quatre paires de jumeaux en quatre ans; un petit-fils a 10 enfants.
Son fils Richard lui succède. Il hérite de Winslow Hall et devient à la fois haut-shérif et député de Buckinghamshire. William Lowndes, fils de sa troisième épouse, lui succède en tant que vérificateur de la Cour de l'Échiquier de Sa Majesté dans les années 1760.